# Brusino Arsizio
Brusino Arsizio je obec na jihu Švýcarska v kantonu Ticino, blízko hranic s Itálií. Žije zde necelých 500 obyvatel. Nachází se na břehu Luganského jezera, na úpatí hory Monte San Giorgio.

## Geografie
Obec leží v nadmořské výšce přibližně 280 m na břehu Luganského jezera, na trase Riva San Vitale – Porto Ceresio. Leží na úpatí hory Monte San Giorgio, která je díky nalezišti zkamenělin zapsána od roku 2003 na seznam světového dědictví UNESCO. Z osady Terniciolo vede lanovka do Serpiana (650 m n. m.).
Sousedními obcemi jsou Melide a Vico Morcote na severu, Riva San Vitale na východě, Mendrisio na jihu a Porto Ceresio (v italské provincii Varese) na západě.

## Historie

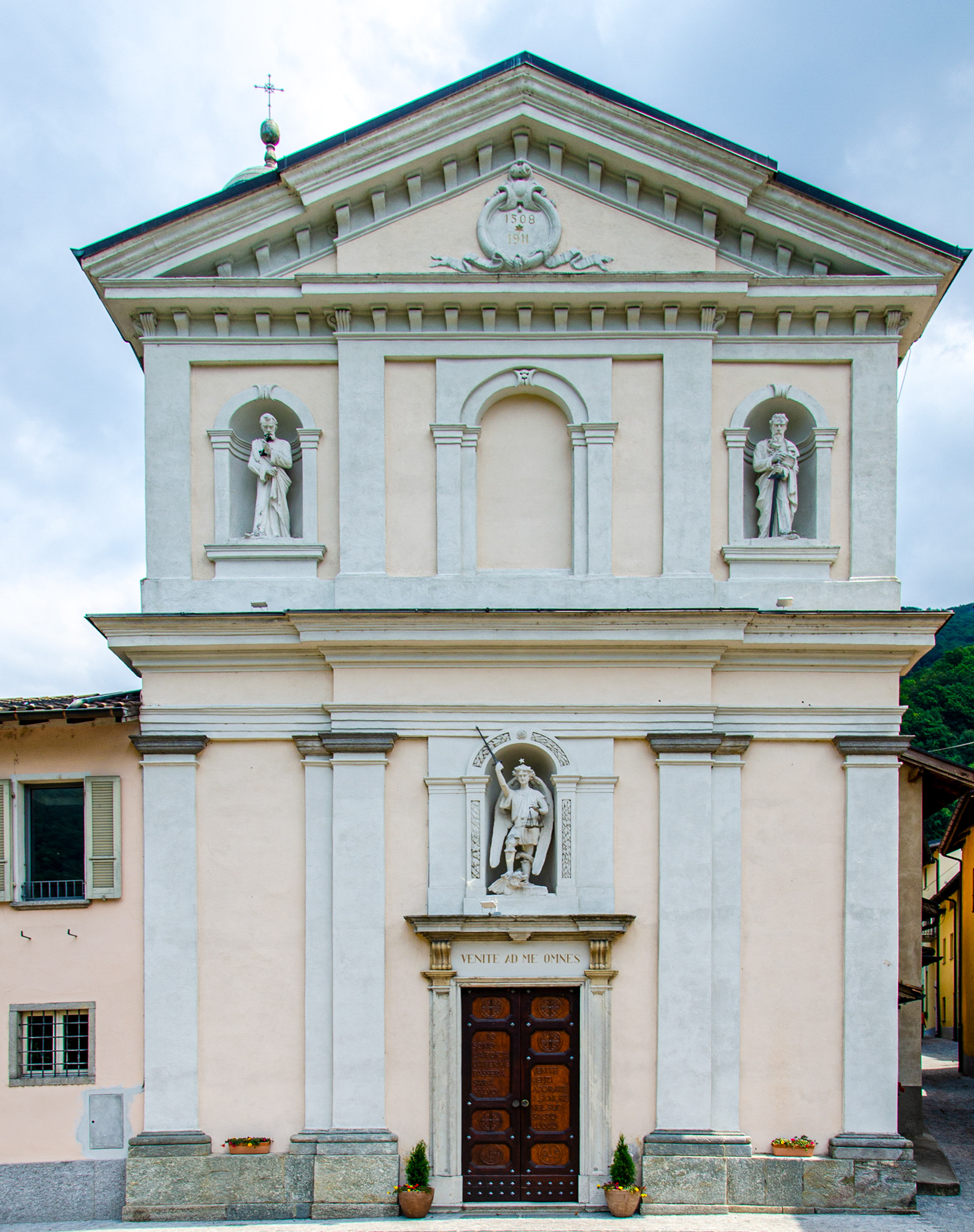
Kostel v obci

První zmínka o obci pochází z roku 1167 jako Bruxia.
V 8. století vlastnili majetek v Brusinu Arsiziu a nedalekém Campione d'Italia Totonidé a kolem roku 1227 milánský klášter S. Ambrogio. K opevnění Campione, které bylo pravděpodobně postaveno na jeho obecním pozemku, byla připojena věž nebo jiné opevnění (1671 zmiňováno jako Castrum Brugini Arsitii). Farní kostel sv. Michala, jehož patrocinium pochází z doby Langobardského království, byl zrušen v roce 1503. Farnost se oddělila od mateřského kostela Riva San Vitale v roce 1508. Obyvatelé Brusina Arsizia, staré rybářské vesnice, žili také z příjmů z lesního hospodářství na Monte San Giorgio a z vystěhovalectví. V posledních desetiletích vyrostla na břehu jezera rekreační střediska a z obce se stalo turistické letovisko (mimo jiné díky stavbě lanovky Brusino–Serpiano).

## Obyvatelstvo
| Rok            | 1635 | 1670 | 1850 | 1900 | 1950 | 1970 | 1980 | 1990 | 2000 | 2005 | 2010 | 2020 |
| Počet obyvatel | 89   | 157  | 291  | 321  | 326  | 346  | 374  | 378  | 454  | 468  | 625  | 451  |

Obec se nachází v jižní části kantonu Ticino, která je jednou z italsky mluvících oblastí Švýcarska. Převážná většina obyvatel obce tak hovoří italsky.